# Tipslørdag
Tipslørdag/Sportslørdag var et fodboldprogram, der med skiftende titler blev sendt på DR1 fra lørdag d. 29. november 1969 til lørdag d. 18. december 1999.   
Kronologien i programtitlerne er:  
29. november 1969 (første udsendelse): Tipskamp.
6. december 1969: Fodboldkamp fra tipskuponen.
13. december 1969 til 27. marts 1971: Tips-fodbold.
13. november 1971 til 17. december 1977: Tipsfodbold.
7. januar 1978 til 7. marts 1992: Sportslørdag.
21. november 1992 til 14. marts 1998: Tipslørdag.
19. september 1998 til 18. december 1999: Sportslørdag.
Den første Tipslørdag-kamp i 1969 var Wolverhampton - Sunderland. En kamp Wolverhampton vandt 1-0.  
Programmet var bygget op omkring en fodboldkamp fra den bedste engelske række, men aftalen indebar at der udelukkende kunne vises kampe fra det midtengelske område. 
Tipslørdag huskes især for den mangeårige, legendariske vært, Tommy Troelsen, der med spøjse vittigheder og stor fodboldindsigt guidede seerne gennem programmerne. Programmet huskes også for kendte kommentatorer som Svend Gehrs og Claus Borre samt for den såkaldte "dong"-lyd, der signalerede, at nu var der scoret i en samtidig kamp. 
Tipslørdag står for mange danske fodboldelskere som indgangen til et livslangt forhold til en engelsk fodboldklub. Uden Tipslørdag ville der næppe være en masse danske fodboldfans, der den dag i dag følger klubber som eksempelvis Stoke City, Derby, Ipswich, Wolverhampton og Sheffield Wednesday på tæt hold.
I dag er det TV3+ og Viasat der har programmet Tipslørdag. Det gjorde comeback i 2013 efter 15 års fravær og med fodboldkommentatorerne Carsten Werge og Per Frimann som er værter på programmet.

## Kendingsmelodier
Skiftende musiknumre har været benyttet som kendingsmelodi til programmet. Nogle af dem er 
Mezzoforte – "Garden Party", 
George Duke – "Reach Out", 
Earth Wind & Fire – "In The Stone", 
Phil Collins – "Something happened on the way to heaven", 
Mark Tanner – "American Flyers", 
Keith Mansfield – "Theme from Grand Stand", 
Hank Marvin/The Shadows – "Cricket Bat Boogie" og 
George Duke – "Overture".